# 줌렌즈

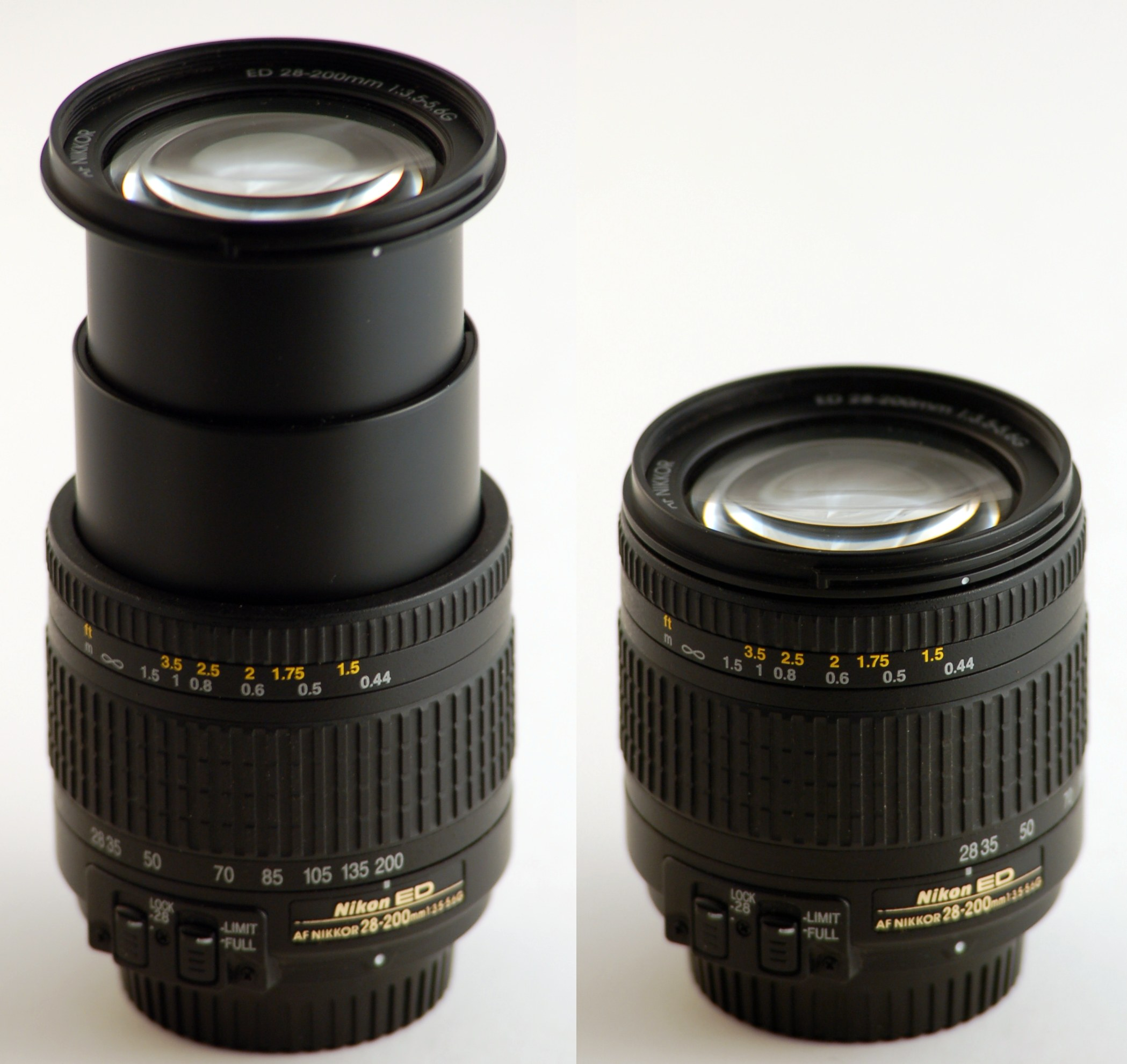
니코르 28-200 mm 줌렌즈, 좌측은 초점거리가 200mm, 우측은 초점거리가 28 mm이다.

줌렌즈(Zoom lens)는 렌즈들의 기계적인 모음으로 초점 거리를 바꿀 수 있는 기능이 있다. 이와 달리, 초점 거리를 바꿀 수 없는 렌즈는 단초점 렌즈이다.

단순한 줌렌즈

afocal 줌렌즈에서의 렌즈 이동

단순한 줌렌즈의 동작 모습

## 같이 보기
- 프로페셔널 비디오 카메라
- 광각 렌즈
- 표준 렌즈
- 망원 렌즈